# New York World Building
Het New York World Building was een wolkenkrabber in New York. Het gebouw werd ontworpen door George Browne Post, een van de pioniers van de wolkenkrabberarchitectuur. Het was voltooid in 1890 en was toentertijd het hoogste bouwwerk van de stad en de hoogste wolkenkrabber ter wereld. Het gebouw huisvestte de voormalige krant The New York World. In 1955 is het afgebroken.

## Geschiedenis
Op 10 oktober 1889 begon men met de bouw van het New York World Building, op de hoek van Park Row en Frankfort Street. De bouw was voltooid op 10 december 1890. Het gebouw had twintig verdiepingen en stond ook bekend als het Pulitzer Building afgeleid van Joseph Pulitzer, de eigenaar van de New York World, die opdracht tot de bouw gaf. Het kantoor van Pulitzer bevond zich op de tweede verdieping van de koepel.

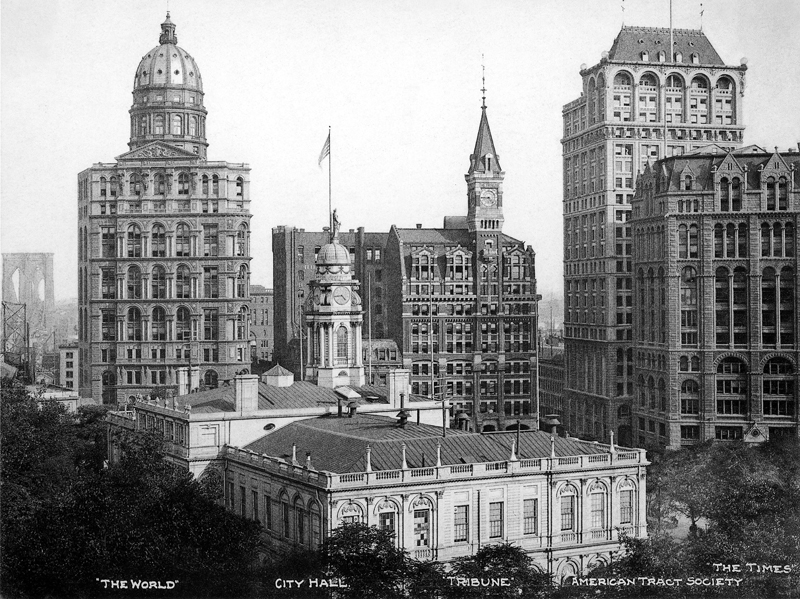
Park Row met links het New York World Building.

Eind negentiende eeuw werden er verscheidene wolkenkrabbers gebouwd door kranten aan de Park Row, direct ten oosten van het stadhuis van New York. De straat stond al snel bekend als de Newspaper Row. De bouw van al die wolkenkrabbers ontwikkelde zich tot een wedstrijd voor het hoogste bouwwerk. Het New York World Building won deze "wedstrijd" en was vier jaar lang het hoogste gebouw van New York tot de voltooiing van het Manhattan Life Insurance Building. 
Het New York World Building werd in 1955 afgebroken om ruimte te creëren voor de verbrede oprit van de Brooklyn Bridge. 